# Wilhelm Heinrich Waagen
Wilhelm Heinrich Waagen (23 juin 1841 - 24 mars 1900) est un géologue et paléontologue allemand. Il est né à Munich et mort à Vienne.

## Biographie
Il obtient un doctorat à l'Université de Munich, où il étudie les roches et les fossiles du système jurassique, et publie un ouvrage élaboré sur la géologie (Versuch einer Allgemeinen Classification der Schichten des oberen Jura) qui est couronné par l'Université. En 1866, il devient professeur de paléontologie à l'université de Munich et enseigne en même temps à la princesse Thérèse et au prince Arnulf de Bavière. Bien qu'excellent professeur et particulièrement compétent dans les travaux pratiques, Waagen, qui est un catholique des plus fidèles, a peu de chances d'obtenir un poste de professeur à l'Université de Munich. Par conséquent, en 1870, il accepte l'offre d'un poste d'assistant dans l'étude géologique de l'Inde, et est nommé paléontologue en 1874.
En 1875, il revient définitivement en Europe en raison de la rigueur du climat indien. En 1877, il devient instructeur à l'Université de Vienne en 1877 et donne des conférences avec un grand succès sur la géologie de l'Inde. En 1879, Waagen part à l'Université technique de Prague en tant que professeur de géologie et de minéralogie, et en 1890, il est professeur de paléontologie à l'Université de Vienne. En 1886 il décline un poste à l'école de mines à Berlin.
Il est nommé conseiller du conseil des mines (Oberbergart) et, en 1893, membre correspondant de l'Académie des sciences. En 1898, la Société géologique de Londres lui décerne la médaille Lyell.
Les écrits de Waagen avant son voyage en Inde traitent surtout du Jura allemand et de ses fossiles. Il est un pionnier dans l'investigation géologique de l'Inde (la Cordillère du Sel) par la présentation scientifique d'un riche matériel paléontologique. Il établit une lithostratigraphie raffinée de la série du Trias précoce (Formation de Mianwali) qui tient encore aujourd'hui. Cela permet de replacer la plupart des ammonoïdes qu'il a décrits dans leur position stratigraphique d'origine, un exploit rarement atteint par les paléontologues à la fin du XIXe siècle. Il réalise d'abord à quel point la succession d'ammonoïdes du Trias précoce de la chaîne de sel est importante pour la construction de l'échelle de temps du Trias.
En 1869, après une étude exhaustive des ammonites, Waagen défend la théorie de l'évolution ou de la mutation pour certaines séries de fossiles. Jeune homme, il a pris une part active à la vie catholique de Munich et, deux ans avant sa mort, il écrit un traité sur le premier chapitre de la Genèse qui montre à la fois le géologue et le chrétien.
Le poisson Puntius waageni porte le nom de Waagen, tel qu'il est décrit sur la base d'un spécimen qu'il a collecté.

## Travaux éditoriaux
Waagen est l'un des éditeurs du périodique " Geognostische-paläontologische Beiträge " (Munich), et pendant les années 1894-1900 éditeur du " Beiträge zur Paläontologie Oesterreich-Ungarns und des Orients " (Vienne); après la mort de Joachim Barrande (1883) il édite plusieurs volumes de l'ouvrage de Barrande " Système silurien ". Les œuvres les plus importantes de Waagen sont:
- « Der Jura in Franken, Schwaben und der Schweiz » (Munich, 1864).
- " Classification der Schichten des obern Jura " (Munich, 1865).
- " Über die Zone des Ammonites Sowerbyi " (Munich, 1867)
- « Die Formenreihe des Ammonites subradiatus » (Munich, 1869).
- " Ueber die geologische Verteilung der Organismen in Indien " (Vienne, 1878).
- « Das Schopfungsproblem » dans « Natur und Offenbarung » ( Munster, 1898 ; en tant que publication séparée, 1899).
- « Gliederun der pelagischen Sedimente des Triassystems » (Vienne, 1895).

Il écrit en anglais : « Jurassic Fauna of Kutch » (1873-6) ; "Productus Calcaire" (1879–91); "Fossiles de la formation Ceratite" (1892).